# آبشار دسوتو
آبشار دسوتو (به انگلیسی: DeSoto Falls) آبشاری است که در آلاباما، ایالات متحده آمریکا واقع شده و ارتفاع کلی ریزشگاه آن ۱۰۴ فوت (۳۱٫۷۰ متر) است.